# Warwochronologia
Warwochronologia – metoda datowania bezwzględnego, opierająca się na analizie sekwencji warw, tworzących się w jeziorach zastoiskowych i płytkich morzach przed czołem lodowca. Twórcą tej metody był szwedzki geolog Gerard De Geer. Metoda ta pozwala na datowanie poszczególnych stadiów recesji lodowca i stanowisk zlokalizowanych w tych strefach. Cała metoda opiera się na tym, że wraz z topniejącą wodą z lodowców (sezon wiosenno-letni) dostarczany był materiał osadowy (ciężki piasek i muł oraz lżejsze iły), które tworzyły jasną warstwę w obrębie warwy. W okresie zimowym powstawała natomiast ciemna warstwa ilasta. Grubość warstw była zależna od warunków klimatycznych. Im grubsza warstwa osadów tym cieplejsze było lato (lodowiec topniał szybciej) i odwrotnie. Analizując sekwencje grubości poszczególnych warw, charakterystyczną dla konkretnego przedziału czasowego liczonego w latach, i porównując ją z odpowiednimi sekwencjami wzorcowymi (opisanymi przez De Geera na 12 tys. lat wstecz), można precyzyjnie ustalić lata, w których tworzył się badany osad. Metoda przypomina skanowanie kodów kreskowych.